# Krishna Singh
Krishna Singh, ook wel Kishen Singh (1850-Moradabad, 1921), was een Indiaas cartograaf en ontdekkingsreiziger van Tibet in Brits-Indische dienst. Krishna was de broer van Nain Singh en een neef van Mani Singh.
Singh's begon zijn laatste en grootste reis in 1878. Hij volgde de noordelijke route van Lhasa naar Sinkiang in China, waarbij hij doorreisde naar Dunhuang. Tijdens de voorbereiding van zijn reis had hij zich aangeleerd passen te maken van gelijke lengte. Om de tel niet kwijt te raken gebruikte hij een gebedsmolen die hij tijdens het lopen draaide. In de gebedsmolen verstopte hij de berekeningen die hij onderweg maakte.
Op de terugreis onderzocht hij het oostelijke grensregio van Tibet. Op een bepaald punt besloot de karavaanleider de tocht te paard te vervolgen, gezien het gebied vaak bezocht werd door bandieten. Gezien het in deze periode voor Krisha onmogelijk werd zijn passen te tellen, bracht hij dit gebied met een lengte van ongeveer 370 kilometer in kaart door middel van het tellen van de stappen van zijn paard.